# 南部虎太
もしかして
- 南部虎弾

ではありませんか？